# Philharmonie Gelre
Philharmonie Gelre is een regionaal harmonieorkest met standplaats Arnhem en 65 muzikanten uit heel Gelderland. 
Het orkest geeft ongeveer acht concerten per jaar, waaronder op 4 mei het herdenkingsconcert in de St. Eusebiuskerk en in november het najaarsconcert in Musis Sacrum. Het orkest staat sinds 2007 onder leiding van dirigent Joop Boerstoel en komt uit in de 1e divisie (vaandelafdeling) van de KNFM.

## Korte geschiedenis
Philharmonie Gelre is een voortzetting van de AkzoNobel Filharmonie, opgericht in 1927 als ENKA Harmonie.
Op 16 maart 2002 is het orkest landskampioen geworden in de vaandelafdeling (nu 1e divisie) sectie harmonie.